# فاكوندو والير
فاكوندو والير (بالإسبانية: Facundo Waller)‏ (1 يناير 1997 في الأوروغواي - ) هو لاعب كرة قدم أوروغواني في مركز الوسط.

## وصلات خارجية
- فاكوندو والير على موقع الاتحاد الدولي (مؤرشف)  (الإنجليزية)
- فاكوندو والير على موقع قاعدة بيانات كرة القدم.إي يو (الإنجليزية)
- فاكوندو والير على موقع Soccerway.com (الإنجليزية)
- فاكوندو والير على موقع عالم كرة القدم.نت (الإنجليزية)